# Fritz Vogelstrom

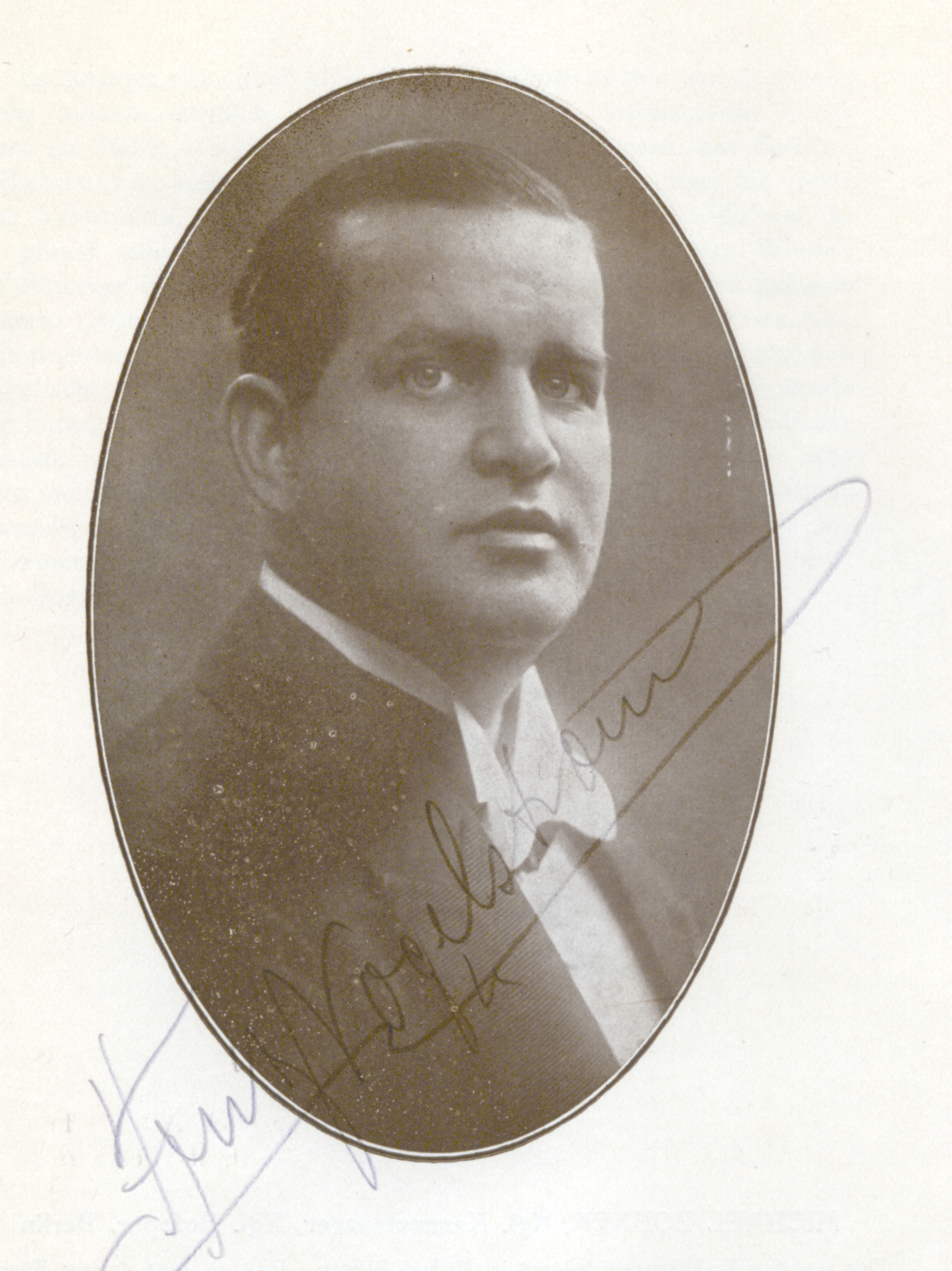
Fritz Vogelstrom, Foto und eigenhändige Unterschrift, 1917

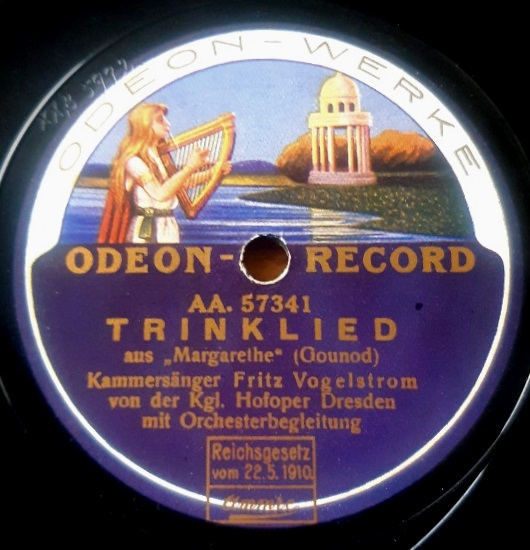
Schallplatte von Fritz Vogelstrom (Berlin 1913)

Fritz Vogelstrom (* 4. November 1882 in Herford; † 25. Dezember 1963 in Dresden) war ein deutscher Opernsänger (Tenor). 

## Leben
Vogelstrom debütierte 1903 am Nationaltheater Mannheim als Tamino in der Zauberflöte. Bis 1912 blieb er in Mannheim, dann wechselte er ans königliche Opernhaus nach Dresden, wo er 1913 den Siegfried im Ring des Nibelungen sang. Bei den Bayreuther Festspielen (→Richard-Wagner-Festspielhaus) sang Vogelstrom 1909 die Titelrollen in Lohengrin und Parsifal sowie den Froh im Rheingold.
1927 wirkte er unter der Leitung von Richard Strauss in Salome mit und wurde von Strauss wegen seines etwas freieren Umgangs mit dem Rhythmus getadelt. 1929 zog er sich ins Privatleben zurück. Er lebte 1945 in Köthen.
Fritz Vogelstrom war Ehrenmitglied des Nationaltheaters Mannheim und der Semperoper Dresden.
Von seiner Stimme sind zahlreiche Schallplatten erhalten; sie erschienen unter den Etiketten von G&T (Berlin 1907), Odeon (Berlin 1909–1913, hier u. a. vollständiger 2. Akt Tannhäuser), Parlophon (Berlin 1911–1912), Pathé (Berlin 1911–1912), Homokord (Berlin 1922) und Vox (Berlin 1922), zudem eine unveröffentlichte Aufnahme für Edison (London 1910).